# Cyrtostachys kisu
Espèce
Synonymes
- Cyrtostachys brassii Burret[2]
- Cyrtostachys kisu Becc.[2]
- Cyrtostachys microcarpa Burret[2]
- Cyrtostachys peekeliana Becc.[2]

Statut de conservation UICN

 DD  : Données insuffisantes
Cyrtostachys kisu est une espèce de plantes de la famille des Arecaceae.

## Publication originale
- Webbia 4: 289. 1914.